# Purgatori (La Divina Comèdia)

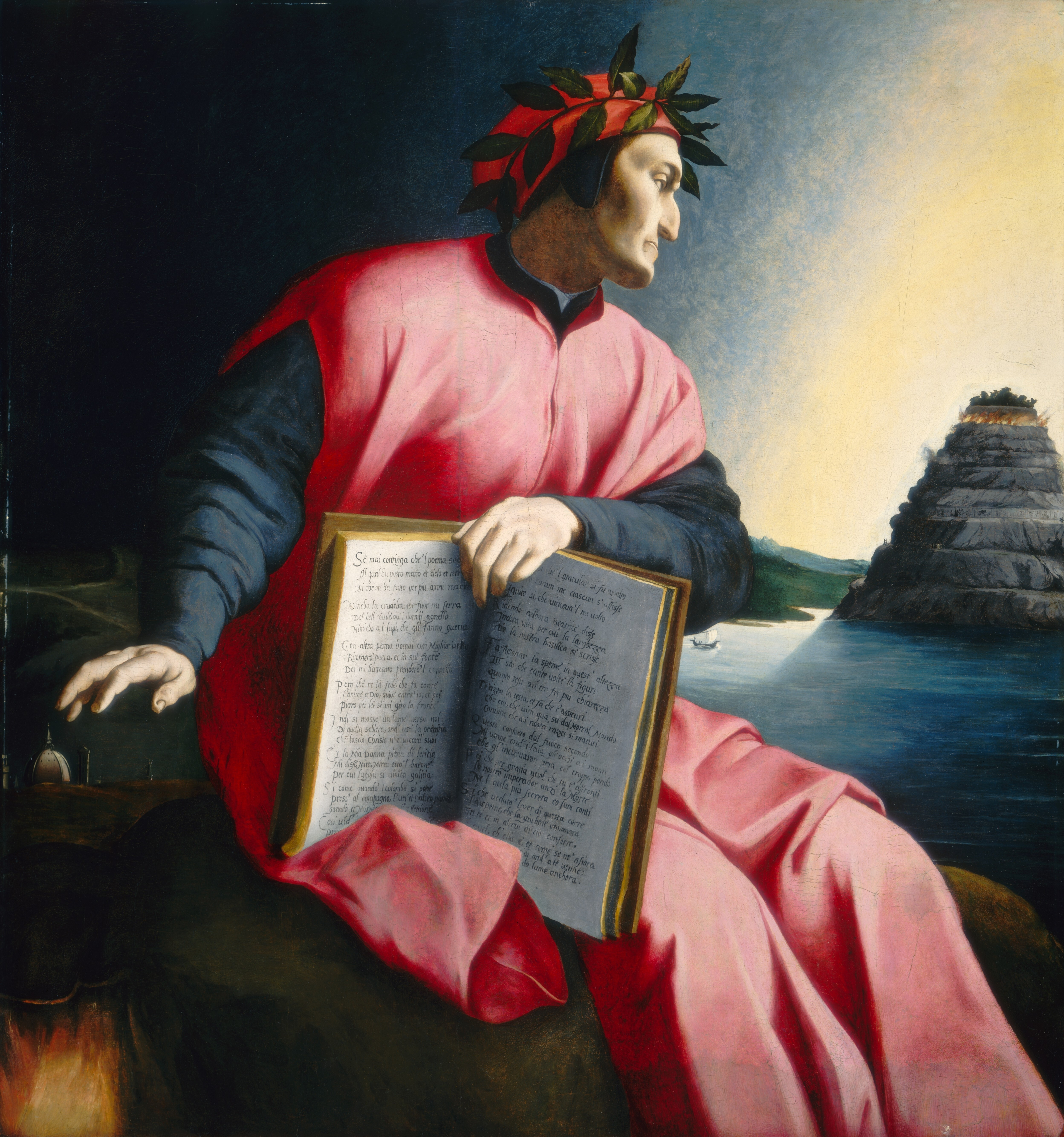
Dant contemplant el Mont Purgatori

El Purgatori (Il Purgatorio) és el segon dels tres llibres o càntics que componen la Divina Comèdia, de Dante Alighieri. Prossegueix el viatge de Dant després del pas per l'Infern i abans d'arribar al Paradís.

## Temàtica
L'estructura moral del Purgatori de Dant segueix la classificació tomística dels vicis de l'amor mal dirigit. Està dividit en set nivells, en els quals s'esglaonen els set pecats capitals: supèrbia, enveja, ira, avarícia, peresa, gola, i luxúria. Construït de forma especular a l'Infern, el Purgatori no és un fossat cònic sinó una muntanya. De la mateixa manera, l'ordre dels pecats és invers: a mesura que Dant va pujant per la muntanya, la gravetat dels pecats és menor (el darrer, la luxúria, és tan sols amor mal dirigit). Al capdamunt, Dant trobarà l'accés al Paradís.
Al purgatori, l'objectiu de les penes que pateixen les ànimes no és el càstig sinó la purga i l'expiació. A cada nivell hi ha un àngel guardià representant les virtuts capitals que s'oposen als pecats: hi trobem els àngels de la humilitat, de la caritat, de la paciència, de la generositat, de la diligència, de la temprança, i de la castedat.
El camí que segueixen les ànimes al purgatori, que van ascendent la muntanya a mesura que van expiant pecats, és un reflex del camí dels pelegrins a Roma o a Santiago de Compostel·la.

## Argument
Després de travessar les profunditats de l'Infern, Dant i Virgili arriben al Mont Purgatori a l'altra banda del món (en el temps de Dant es creia que l'Infern es trobava sota Jerusalem). La Muntanya es troba en una illa, l'única terra ferma de l'hemisferi sud. A la riba del Purgatori, Dant i Virgili són atrets per una interpretació musical de Casella, però són censurats per Cató, un pagà que ha estat escollit per Déu per vigilar els que s'aproximen a la Muntanya.

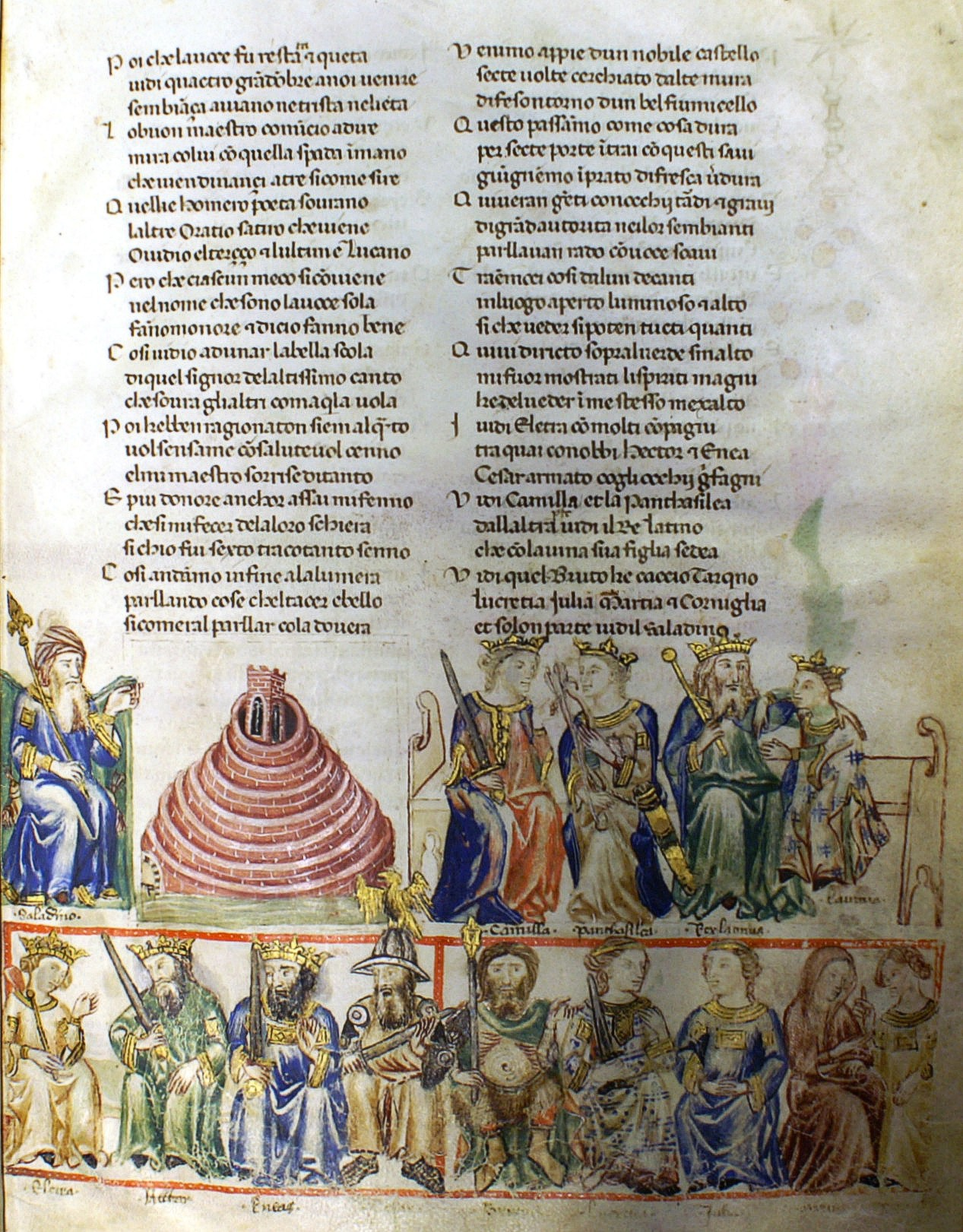
Els governants d'Europa (Codex Altonensis)

Els dos poetes comencen el seu ascens al Mont Purgatori. Als replans inferiors (batejats com "antepurgatori" pels comentaristes) Dant es troba primer un grup d'excomunicats, retinguts per un període de trenta vegades la durada de l'excomunió. Més endavant es troba aquells que van ser massa descuidats o ganduls com per penedir-se dels seus pecats fins poc abans de la mort. Aquestes ànimes seran admeses al Purgatori gràcies al seu penediment genuí, però han d'esperar a fora durant un període igual a la durada de la seva vida terrenal. Finalment Dant es troba una vall molt bonica on es troben les ànimes dels monarques de les grans nacions d'Europa que han mort recentment, i tots aquells altres les obligacions públiques o privades dels quals van interposar-se amb la seva fe. Des d'aquesta vall Dant és portat (mentre dorm) a les portes del Purgatori pròpiament dit.

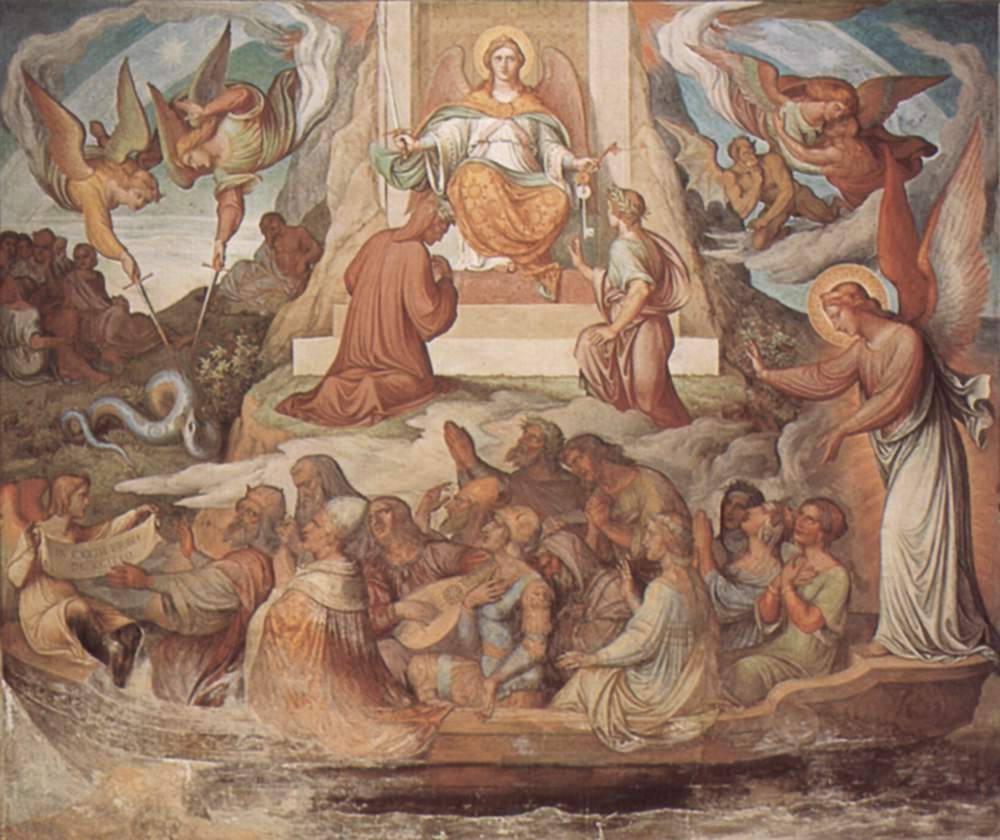
La Porta del Purgatori (Joseph Anton Koch)

L'accés al Purgatori és custodiat per un àngel que fa servir la punta de la seva espasa per marcar set cops la lletra "P" (peccatum, pecat) al front de Dant, invocant-lo a "netejar aquestes ferides". L'àngel fa servir dues claus, d'or i plata, per obrir la porta i adverteix a Dant que no miri enrere si no es vol trobar altre cop fora, simbolitzant la necessitat de deixar enrere els pecats de l'Infern.
Des d'allí, Virgili guia Dant en el seu pelegrinatge a través de les set terrasses del Purgatori. Cada terrassa es correspon a un dels pecats capitals, on s'expia la pena de la forma apropiada. Les ànimes del Purgatori poden abandonar el cercle quan vulguin, però s'imposa el codi d'honor segons el qual ningú no se'n va fins que han corregit la feblesa que els feia cometre el pecat. Les ànimes van pujant a mesura que expien pecats, però mai van enrere, ja que el sentit del Purgatori és l'ascensió al Paradís i a Déu. El camí cap amunt sols es pot fer durant les hores de dia, ja que la llum de Déu és l'única guia veritable.
A les tres primeres terrasses del Purgatori es purifiquen aquells pecats causats per amor pervertit: amor envers el vici en lloc d'envers Déu.

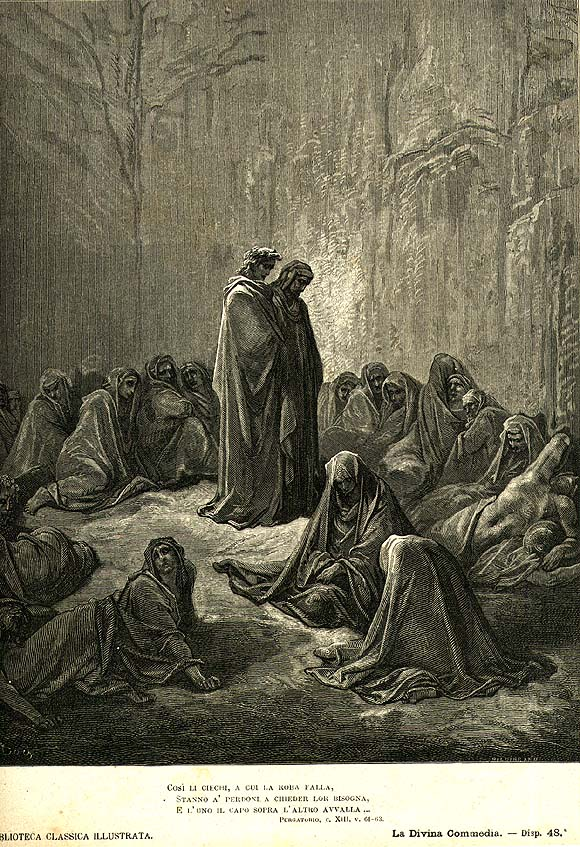
Dant i Virgili a la segona terrassa (Gustave Doré)

- Primera Terrassa: La supèrbia es purga carregant pedres gegantines a l'esquena, que impedeixen als penitents caminar drets. Això ensenya el pecador que l'orgull carrega de pes l'ànima i que és millor alliberar-se'n. A més, a terra hi ha gravats exemples històrics i mitològics per demostrar les virtuts de la humilitat. Com que el pes de les pedres fa anar les ànimes amb l'esquena encorbada, aprenen dels gravats del terra durant el seu camí. Quan es disposen a pujar a la següent terrassa, un àngel esborra una P del front de Dant. Aquest procés es repeteix al final de cada terrassa, i fa que Dant se senti cada cop més lleuger, ja que queda alliberat del pes del pecat.
- Segona Terrassa: L'enveja es purga amb els ulls cosits i portant roba que fa el penitent indistingible del terra. De la mateixa manera que als falcons els tapaven els ulls durant el seu entrenament, els penitents també s'entrenen així a no envejar els altres i a dirigir tot l'amor a Déu.
- Tercera Terrassa: La ira es purga caminant a través de fum. Les ànimes s'adonen així de què la ira havia encegat la seva vista, impedint-los de raonar.

A la quarta terrassa s'hi purifiquen els pecats causats per amor insuficient.
- Quarta Terrassa: L'accídia es purga corrent sense parar. Aquells que van ser mandrosos durant la vida només poden expiar el pecat essent zelosos en el seu desig per penitència.

A les tres darreres terrasses s'hi purifiquen els pecats dels que van estimar coses bones, però de manera inapropiada.
- Cinquena Terrassa: L'avarícia i la prodigalitat es purguen estant estirats al terra de bocaterrosa, sense poder moure's. L'excessiva dependència dels béns terrenals, tan si és en forma d'acaparament o d'extravagància, ha de ser purificada. Amb la vista clavada a terra el pecador aprèn a dirigir les seves ànsies de poder, possessions o posició cap a Déu.
- Sisena Terrassa: La gola es purga abstenint-se de menjar i beure. Davant d'una fruita prohibida les ànimes dels golafres passen gana, i després passen per unes cascades d'aigua fresca sense parar a beure.
- Setena Terrassa: La luxúria es purga cremant en un gran mur de flames. Tots els que van cometre pecats sexuals, tant heterosexuals com homosexuals, són purificats pel foc. L'objectiu d'aquesta darrera terrassa és apagar un desig sexual excessiu que desvïi l'amor que cal dirigir a Déu. Un cop les ànimes han superat totes les terrasses anteriors i creuen el mur de flames arriben al punt més alt del Mont Purgarori: el Paradís Terrenal. Un cop Dant hi accedeix, la darrera "P" és esborrada del seu front.

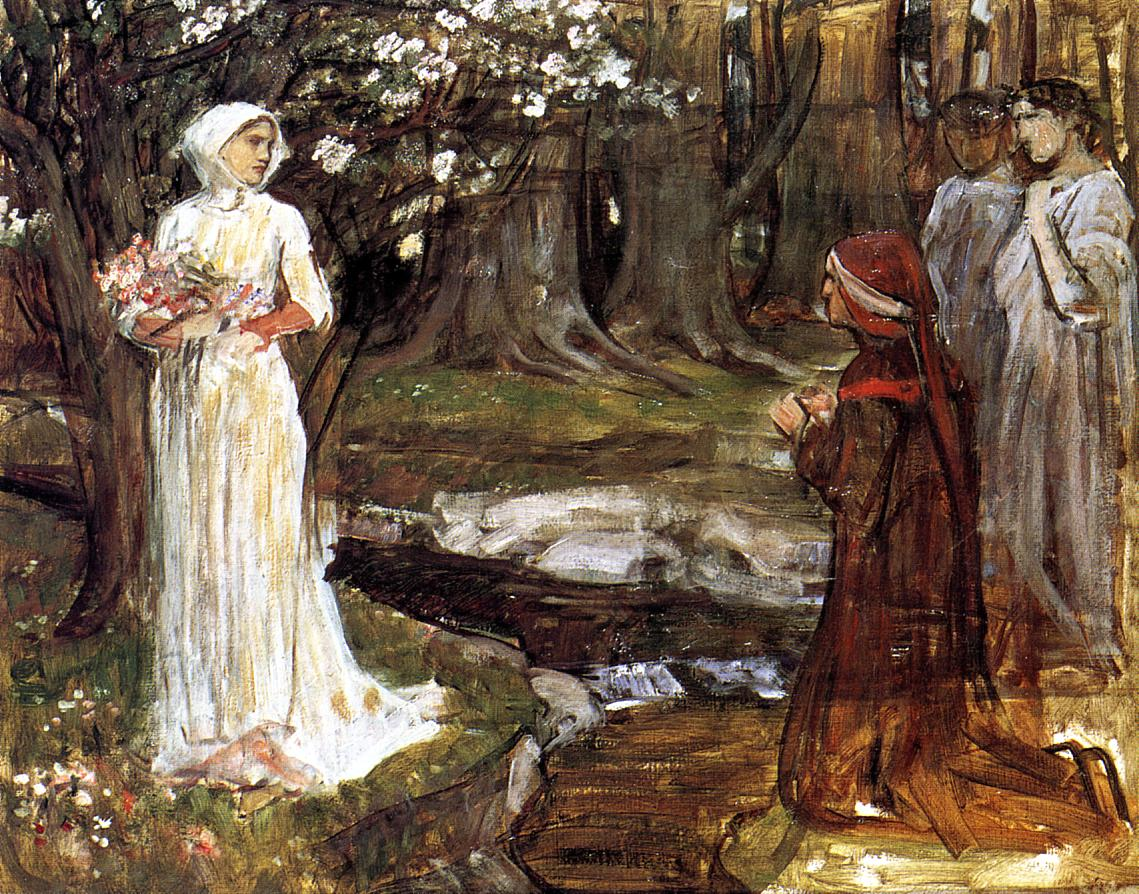
Trobada de Dant amb Beatriu (J.W. Waterhouse)

El Paradís Terrenal, que és de fet el Jardí de l'Edèn que habitaren Adam i Eva, és el retorn a l'estat de la innocència en què vivia la humanitat abans del pecat original. Allí Dant hi troba Matelda, representació de la filosofia, que va ser l'objecte de l'amor de Dant després de la mort de Beatriu. Amb ella Dant contempla una processó simbòlica. Una de les participants a la processó és Beatriu, que Dant havia estimat en la seva joventut i la que havia encarregat a Virgili de guiar Dant en el seu viatge.
Virgili, com a pagà, és un habitant permanent dels llimbs, al primer cercle de l'Infern, i no pot entrar al Paradís. Virgili s'esvaeix i Beatriu pren el paper de guia de Dant durant la visió del Paradís.
Dant beu aigua del riu Lethe, que fa que l'ànima oblidi els pecats passats, i després del riu Eunoë, que renova les memòries de les bones obres. Amb l'ànima purificada, estan preparats per deixar el Mont Purgatori i dirigir-se al Paradís. El llibre del Purgatori acaba amb Dant mirant cap a les estrelles, anticipant la seva ascensió al paradís celestial.

## Estructura dels cants
| Lloc                  | Penitents                                                                    | Pena                                                            | Personatges | Cant                              |
| Antepurgatori         | Antepurgatori                                                                | Antepurgatori                                                   | Antepurgatori | Antepurgatori                     |
| --------------------- | ---------------------------------------------------------------------------- | --------------------------------------------------------------- | --- | --------------------------------- |
| La platja             | -                                                                            | -                                                               | Cató, Casella | I II                              |
| Primer replà          | Els morts en estat d'excomunió                                               | Passar al Purgatori 30 cops la durada de l'excomunió            | Manfred de Sicília | III                               |
| Segon replà           | Negligents: no es van penedir de les seves culpes fins just abans de la mort | Estar-se a l'antepurgatori tant temps com van durar llurs vides | Belacqua, Jacopo del Cassero, Vescomte de Montefeltro, Pia de' Tolomei, Benincasa da Laterina, Guccio dei Tarlati, Federico Novello, Gano degli Scornigiani, Orso degli Alberti, Pierre de La Broce, Sordello | IV V VI                           |
| La Vall dels Prínceps | Els governants que van dependre massa de la glòria mundana                   | Estar-se a l'antepurgatori tant temps com van durar llurs vides | Rodolf I d'Alemanya, Ottokar II de Bohèmia, Felip III de França, Enric I de Navarra, Pere el Gran, Carles I d'Anjou, Enric III d'Anglaterra, Guillem VII de Montferrat, Nino Visconti, Corrado Malaspina      | VII VIII IX                       |
| Purgatori             |                                                                              |                                                                 | |                                   |
| Primera terrassa      | Superbiosos                                                                  | Caminar carregats de pedres                                     | Omberto Aldobrandeschi, Oderisi da Gubbio, Provenzano Salvani | X XI XII                          |
| Segona terrassa       | Envejosos                                                                    | Caminar cecs amb les parpelles cosides                          | Sapia, Guido del Duca, Rinieri da Calboli | XIII XIV                          |
| Tercera terrassa      | Iracunds                                                                     | Caminar a través del fum                                        | Marco Lombardo | XV XVI XVII                       |
| Quarta terrassa       | Mandrosos                                                                    | Córrer sense descans                                            | Gerard II de San Zeno | XVIII                             |
| Cinquena terrassa     | Avars i pròdigs                                                              | Immobilitzats de bocaterrosa                                    | Papa Adrià V, Hug Capet de França, Estaci | XIX XX XXI XXII                   |
| Sisena terrassa       | Golafres                                                                     | Patir fam i set                                                 | Forese Donati, Bonagiunta Orbicciani, Papa Martí IV, Ubaldino degli Ubaldini, Bonifaci Fieschi, Marquès d'Argugliosi                                                                                          | XXIII XXIV                        |
| Setena terrassa       | Luxuriosos                                                                   | Caminar pel foc                                                 | Guido Guinizzelli, Arnaut Daniel | XXV XXVI XXVII                    |
| El Paradís Terrenal   | Ànimes que han completat l'expiació                                          | -                                                               | Beatriu | XXVIII XXIX XXX XXXI XXXII XXXIII |